# Вальтер Гайтлер
Вальтер Генріх Гайтлер (нім. Walter Heinrich Heitler, 2 січня 1904 — 15 листопада 1981) — німецький фізик, що зробив внесок у квантову електродинаміку та квантову теорію поля, а також у хімію, побудувавши теорію ковалентного зв'язку.

## Життєпис
У 1922 році Гайтлер завершив навчання у Технічній школі міста Карлсруе. 1923 року він продовжив освіту в Університеті Гумбольдта в Берліні, а в 1924 році в університеті Людвіга Максиміліана у Мюнхені, де його керівником був Арнольд Зоммерфельд. З 1926 по 1927 роки Гайтлер був в аспірантурі на стипендії Фонду Рокфеллера. Потім він працював помічником Макса Борна в Інституті теоретичної фізики Геттінгенського університету, який закінчив у 1929 році, а тоді залишився в ньому доцентом до 1933 року. За цей час Гайтлер отримав ступінь доктора філософії.
У Цюриху, разом з Фріцом Лондоном, Гайтлер застосував квантову механіку для розв'язання проблем сил притягання та відштовхування, наприклад, в молекулах водню. Розв'язанню цих проблем була присвячена їхня праця Wechselwirkung neutraler Atome und homöopolare Bindung nach der Quantenmechanik ( Zeitschrift für Physik 44 (1927) 455—472). У цій роботі хімія побудована на базі квантової механіки. Саме застосування квантової механіки до хімії стане основною темою наукової діяльності Гайтлера.
У Бристолі Гайтлер був науковим співробітником Академічної допоміжної ради в фізичній лабораторії Вілса. Там, серед іншого, він рахом з іншими науковцями, які покинули Німеччину після приходу Гітлера до влади, такими як Ганс Бете і Герберт Фреліх, працював над квантовою теорією поля і квантовою електродинамікою
Разом з Бете Гайтлер опублікував працю щодо виникнення гамма-променів у кулонівському полі атомного ядра, в якій вони представили формулу гальмівного випромінювання Бете-Гайтлера. Гайтлер передбачив існування електрично-нейтрального пі-мезона.
1936 року Гайтлер опублікував свою основну роботи з квантової електродинаміки — Квантову теорія випромінювання, яка стала важливою віхою в подальшому розвитку квантової теорії. Книга багаторазово перевидавалася багатьма мовами.
Після падіння Франції в 1940 році Гайтлера на кілька місяців було інтерновано на острів Мен.
У Бристолі Гайтлер залишався вісім років, аж доки в 1941 році він не став професором Дублінского інституту передових досліджень, який був організований Ервіном Шредінгером, на той час директором школи теоретичної фізики. Протягом 1942—1943 навчального року Гайтлер підготував курс з хвильової механіки. Ці записки стали основою для його книги «Елементарна хвильова механіка: Вступний курс лекцій», опублікованої в 1943 році. Ця книжка перевидавалася кілька разів і була перекладена франзуцькою, італійською та німецькою мовами. Пізніше вона в переробленому вигляді як «Елементарна хвильова механіка з додатками до квантової хімії» виходила друком в 1956 та 1961 роках.
Після того як в 1946 році Шредінгер пішов у відставку, Гайтлер став директором школи теоретичної фізики. На цій посаді він залишався до 1949 року коли прийняв пропозицію Цюрихського університету і перейшов туди професором та директором Інституту теоретичної фізики. На цій посаді він залишався до 1974 року.

## Відзнаки
- 1943 — член Королівської ірландської академії
- 1948 — член Королівського товариства в Лондоні
- 1968 — Медаль Макса Планка
- 1969 — Премія Марселя Бенуа[2]

## Книги

### Фізика
- Елементарна хвильова механіка: Вступний курс лекцій, WSE Hickson (Оксфорд, 1943)
- Елементарна хвильова механіка(Оксфорд, 1945, 1946, 1948, 1950)
- Квантова теорія випромінювання(Clarendon Press, 1936, 1944, 1947, 1949, 1950, 1953, 1954, 1957, 1960, 1966, 1970)
  - Квантовая теорія випромінювання(Dover, 1984)
- 14 Offprints: 1928—1947(1947)
- елементов Mécanique Ondulatoire(Преси UNIVERSITAIRES де Франс ", PUF, Париж, 1949, 1964)
- Elementi ді MECCANICA OndulatoriaCon presentazione ді Р. Ciusa (Zuffi, Болонья, 1949)
- Елементарна Хвильова механіка з додатками до квантової хімії(Оксфордський університет, 1956, 1958, 1961, 1969)
- «Квантова теорія випромінювання [російський переклад]» (Москва, 1956)
- лекціі з проблем, пов'язаних з кінцевих Розмір елементарних частинок (Тата Інституту фундаментальних досліджень. Лекції з математики та фізики. Фізиці)(Тата Інституту фундаментальних досліджень, 1961)
- Вальтер Гайтлер і Клаусом Мюллером Elementare Wellenmechanik'(Vieweg, 1961)
- Elementare Wellenmechanik. Mit Anwendung AUF померти Quantenchemie.(Vieweg Friedr. І Сон Вер, 1961)
- Wahrheit унд Richtigkeit в день exakten Wissenschaften. Abhandlungen дер Mathematisch naturwissenschaftlichen-Klasse. Jahrgang 1972 році. Nr. 3.(Akademie дер Wissenschaften унд дер Література. Майнц, Akademie Verlag дер дер Wissenschaften унд дер Література, Kommission BEI Франца Штайнера Verlag, Вісбаден, 1972)
- Komplementarität фон lebloser унд lebender Materie. Abhandlungen дер Mathematisch Naturwissenschaftlichen-Klasse, Jahrg. 1976, Nr. 1(Майнц, Akademie Verlag дер дер Wissenschaften унд дер Література, Kommission BEI F. Штайнер, 1976)

### Наука і релігія
- Walter Heitler Der Mensch und die naturwissenschaftliche Erkenntnis   (Vieweg Friedr. & Sohn Ver, 1961, 1962, 1964, 1966, 1984)

- Walter Heitler Man and Science (Oliver and Boyd, 1963)

- Walter Heitler Die Frage nach dem Sinn der Evolution (Herder, 1969)

- Walter Heitler Naturphilosophische Streifzüge  (Vieweg Friedr. & Sohn Ver, 1970, 1984)

- W. Heitler Naturwissenschaft ist Geisteswissenschaft (Zürich : Verl. die Waage, 1972)

- K. Rahner, H.R. Schlette, B. Welte, R. Affemann, D. Savramis, W. Heitler Gott in dieser Zeit  (C. H. Beck, 1972) ISBN 340602484X

- Walter Heitler Die Natur und das Göttliche (Klett & Balmer; 1. Aufl edition, 1974) ISBN 978-3720690010

- Walter Heitler Gottesbeweise? Und weitere Vorträge  (1977)  ISBN 978-3264901009

- Walter Heitler La Nature et Le Divin (A la Baconniere, 1977)

- Walter Heitler Schöpfung, die Öffnung der Naturwissenschaft zum Göttlichen (Verlag der Arche, 1979) ISBN 978-3716016633

- Walter Heitler Schöpfung als Gottesbeweis. Die Öffnung der Naturwissenschaft zum Göttlichen  (1979)